# Offa z Beneventa
Svatá Offa z Beneventa, O.S.B. (? - 1070 Benevento) byla italská řeholnice Řádu svatého Benedikta a abatyše.

## Život
Žila jako poustevnice na hoře svaté Agáty poblíž města Capua. Poté byla jmenována abatyší kláštera sv. Petra ad Caballum. Ženský klášter stál podél Via Appia. Založený byl Teodoradou, manželkou Romualda I. z Beneventa. Zemřela roku 1070.

## Úcta
Její svátek se slaví 31. prosince.